# Manuel Espona
Manuel Espona, né en 1714 à Torelló et mort le 9 janvier 1779 à l'abbaye de Montserrat, est un compositeur, claveciniste et maître de chapelle catalan de la période classique.

## Biographie
Contemporain catalan de Domenico Scarlatti, Manuel Espona naît en 1714 à Sant Feliu de Torelló, un village du nord-est de la Catalogne,,,,,.
Entre 1724 à 1733, il étudie, durant environ 2 ans, auprès du père Vicenç Pressiach à l'abbaye de Montserrat, l'un des centres d'étude et de pratique musicales les plus importants d'Espagne au XVIIIe siècle,,,,,.
Le 23 décembre 1733, il entre dans les ordres et devient moine bénédictin à Montserrat, où il partage avec Benet Esteve le poste de maître de chapelle (maestro de capilla) de l'Escolania de Montserrat,,,,,,. Il compte parmi ses élèves Antonio Soler,,,,.
Après y être resté toute sa vie, Manuel Espona meurt le 9 janvier 1779 à l'abbaye de Montserrat,,,,,.

## Œuvre
Il subsiste de Manuel Espona quatre Magnificat et trois psaumes responsoriaux ainsi que 27 sonates en un seul mouvement pour clavier, écrites dans la tradition typiquement italienne de la première moitié du XVIIIe siècle et caractérisées par leur style galant (pré-classique) et par leurs textures rythmiques innovantes qui placent ces sonates au-dessus de la musique pour clavier de ses contemporains,,,,,.
Ces sonates, qui  suivent le modèle de celles de Domenico Scarlatti, se trouvent pour la plupart à la Bibliothèque de Catalogne et certaines au monastère de Montserrat et d'autres dans le Manuscrit de Valderrobres dans la province de Teruel. Elles ont, selon Lluís Trullén, « l'élégance mélodique typique des auteurs du XVIIIe siècle, comme Narcís Casanovas, Anselm Viola ou Blasco de Nebra ».
La Bibliothèque de Catalogne conserve un Magnificat de Manuel Espona, tandis que les archives de l'abbaye de Montserrat conservent trois Magnificat et d'autres œuvres en latin, parmi lesquels Nunct sancte nobis, Legem pone mihi, Et veniam super me i Memor est verbi tui.

## Enregistrements
Bien que l'instrument d'Espona était le clavecin, la modernité de son langage se traduit bien dans le piano moderne selon le pianiste Melani Mestre : « Le piano permet d'exprimer toute la gamme de dynamiques, d'articulations et d'ornementations qui composent le style d'Espona ».
- Complete Piano Sonatas Volume 1, par Melani Mestre (Brilliant Records 96090)[11]